# Los Montoros
Los Montoros es una localidad y pedanía española perteneciente al municipio de Ugíjar, situada en la parte oriental de la comarca de la Alpujarra Granadina, provincia de Granada, comunidad autónoma de Andalucía, a unos 120 km de la capital provincial.
Los Montoros está situados en una de las laderas que forma el valle del Yátor.

## Cultura

### Patrimonio
La riqueza patrimonial de Los Montoros se basa en lo paisajistíco, urbanístico y etnográfico. Sus casas encaladas de construcción popular alpujarreña, sobre la vega, crean un paisaje único, a través de su entorno natural y el urbanismo de tradición musulmana. Conserva bienes etnográficos de relevancia como el Molino y Almazara del Teniente, aljibes, eras de trilla... que suponen un fiel testimonio de algunos de las oficios tradicionales de la región. Entre estos bienes se erige una pequeña Ermita dedicada a la Virgen del Carmen.

### Fiestas
En honor a la Virgen del Carmen, Los Montoros celebran sus fiestas patronales el día 15 de agosto.
- Datos: Q5980018
- Multimedia: Ugíjar / Q5980018